# 惹人疼愛對不起喔 / 戀愛小偷
《惹人疼愛對不起喔 / 戀愛小偷》（愛おしくってごめんね / 恋泥棒）是日本女子偶像組合Country Girls的第1張單曲，於2015年3月25日由zetima發售。

## 概要
- 《惹人疼愛對不起喔 / 戀愛小偷》是以「Country Girls」名義，重新出道的首張單曲，亦是成員島村嬉唄的第一張及最後一張單曲。
- 此單曲共有4個版本，分別為「初回生產限定盤A - B」和「通常盤A - B」。「初回生產限定盤A」收錄了《惹人疼愛對不起喔》的PV、製作花絮（Making）和成員的Q&A；「初回生產限定盤B」收錄了《戀愛小偷》的PV、製作花絮（Making）和成員的Q&A。
- 在4月6日於Oricon公信榜单曲週榜取得第3名。

## 收錄內容

### CD（初回生產限定盤A、通常盤A）
1. 惹人疼愛對不起喔
（作詞：児玉雨子、作曲：加藤裕介、編曲：加藤裕介、A-bee）
2. 戀愛小偷
（作詞：児玉雨子、作曲：村カワ基成、編曲：高橋諭一）
3. 惹人疼愛對不起喔（Instrumental）
4. 戀愛小偷（Instrumental）

### CD（初回生產限定盤B、通常盤B）
1. 戀愛小偷
2. 惹人疼愛對不起喔
3. 戀愛小偷（Instrumental）
4. 惹人疼愛對不起喔（Instrumental）

### DVD（初回生產限定盤A）
1. 惹人疼愛對不起喔（Music Video）
2. 惹人疼愛對不起喔（MV Making & 成員Q&A -小関、森戸、山木-）

### DVD（初回生產限定盤B）
1. 戀愛小偷（Music Video）
2. 惹人疼愛對不起喔（MV Making & 成員Q&A -島村、稲場、嗣永-）

## 外部連結
- Country Girls官方網站 （页面存档备份，存于）（日語）
- YouTube上的《惹人疼愛對不起喔》PV
- YouTube上的《戀愛小偷》PV